# Relations entre la Guinée équatoriale et l'Union européenne
Les relations entre la Guinée équatoriale et l’Union européenne reposent principalement sur l'accord de Cotonou.

## Absence de représentation et d'aide au développement
La Guinée équatoriale a émis une réserve sur l'article 11 de l'accord de Cotonou lors de sa ratification. Cet article fait référence à la Cour pénale internationale et invite l’État à ratifier le Statut de Rome. Dès lors, l'Union – considérant que la réserve vidait l'accord de sa substance – a considéré la ratification comme invalide. De ce fait, la Guinée équatoriale n'a pu bénéficier des 10e et 11e Fonds européen de développement. De même, l'Union n'a pas envoyé de délégation en Guinée équatoriale. Celle-ci est donc représentée sur le territoire équatoguinéen par les représentations de ses États membres à tour de rôle et par l'ambassade établi au Gabon.

## Sources

## Compléments